# Maker Interchange Format
Das Maker-Interchange-Format (MIF) ist eine ASCII-basierte Markup-Sprache für komplexe Texte, welche Text, Grafiken, Formatierung und Layout beschreiben kann. Es wurde für Vorläufer der Desktop-Publishing-Software Adobe FrameMaker entwickelt, fand allerdings auch noch Verwendung in FrameMaker selbst und wurde bis FrameMaker 2019 unterstützt. Es wurde für den Austausch über Betriebssystemplattformen hinweg genutzt. Es wird außerdem in der Software alfa PageOne verwendet.

## Probleme
Das Maker-Interchange-Format hatte nur eine mangelnde Unterstützung für Unicode. Aufgrund dieser Einschränkung konnte MIF bestimmte Buchstaben und Symbole nicht korrekt anzeigen, was insbesondere bei Umlauten und anderen Sonderzeichen zu Problemen führten konnte.

## Erweiterung von MIF
Infolge der wachsenden Anforderungen an die Textverarbeitung und den internationalen Datenaustausch wurde die Notwendigkeit einer Weiterentwicklung des Maker-Interchange-Formats deutlich. Neue Versionen von MIF (etwa MIF-Unicode) wurden entwickelt, um Unicode-Unterstützung zu integrieren und somit die Darstellung einer breiteren Palette von Zeichen und Sprachen zu ermöglichen. Somit wurde die Interoperabilität von MIF mit verschiedenen Textverarbeitungsprogrammen und Betriebssystemen verbessert.